# Leichtathletik-Weltmeisterschaften 2009/Teilnehmer (Deutschland)
| Gelbes Symbol für Goldmedaillen mit stilisierten Olympischen Ringen | Graues Symbol für Silbermedaillen mit stilisierten Olympischen Ringen | Braundes Symbol für Bronzemedaillen mit stilisierten Olympischen Ringen |
| ------------------------------------------------------------------- | --------------------------------------------------------------------- | ----------------------------------------------------------------------- |
| 2                                                                   | 3                                                                     | 4                                                                       |

Der Deutsche Leichtathletik-Verband stellte insgesamt 91 Teilnehmer bei den Leichtathletik-Weltmeisterschaften 2009 in Berlin.
| Disziplin        | Deutschland                                                                                               | Deutschland |
| Disziplin        | Männer | Frauen |
| ---------------- | --- | --- |
| 100 m            | Martin Keller, Stefan Schwab, Tobias Unger                                                                | Verena Sailer, Marion Wagner                                                                                   |
| 200 m            | Robert Hering, Alexander Kosenkow, Aleixo-Platini Menga                                                   | |
| 400 m            | | Sorina Nwachukwu                                                                                               |
| 800 m            | Robin Schembera                                                                                           | Jana Hartmann                                                                                                  |
| 1500 m           | Stefan Eberhardt, Carsten Schlangen                                                                       | |
| 5000 m           | Arne Gabius                                                                                               | |
| 10.000 m         | | |
| Marathon         | Martin Beckmann, Falk Cierpinski, André Pollmächer, Tobias Sauter                                         | Susanne Hahn, Melanie Kraus, Ulrike Maisch, Sabrina Mockenhaupt, Luminita Zaituc                               |
| 20 km Gehen      | André Höhne                                                                                               | Sabine Krantz                                                                                                  |
| 50 km Gehen      | André Höhne                                                                                               | — |
| 100 m Hürden     | — | Carolin Nytra                                                                                                  |
| 110 m Hürden     | Matthias Bühler, Alexander John, Helge Schwarzer                                                          | — |
| 400 m Hürden     | | Jonna Tilgner                                                                                                  |
| 3000 m Hindernis | Steffen Uliczka                                                                                           | Antje Möldner                                                                                                  |
| 4 × 100 m        | - Marius Broening - Martin Keller - Alexander Kosenkow - Daniel Schnelting - Stefan Schwab - Tobias Unger | - Anne Möllinger - Verena Sailer - Lisa Schorr - Cathleen Tschirch - Marion Wagner - Katja Wakan               |
| 4 × 400 m        | - Martin Grothkopp - Kamghe Gaba - Ruwen Faller - Eric Krüger - Jonas Plass - Thomas Schneider            | - Esther Cremer - Florence Ekpo-Umoh - Claudia Hoffmann - Fabienne Kohlmann - Sorina Nwachukwu - Jonna Tilgner |
| Stab- hochsprung | Malte Mohr, Björn Otto, Alexander Straub                                                                  | Anna Battke, Kristina Gadschiew, Silke Spiegelburg                                                             |
| Hochsprung       | Raúl Spank                                                                                                | Ariane Friedrich, Meike Kröger                                                                                 |
| Weitsprung       | Sebastian Bayer, Nils Winter                                                                              | Melanie Bauschke, Bianca Kappler, Beatrice Marscheck                                                           |
| Dreisprung       | Charles Friedek                                                                                           | Katja Demut |
| Kugelstoßen      | Ralf Bartels, Peter Sack, David Storl                                                                     | Denise Hinrichs, Nadine Kleinert, Christina Schwanitz                                                          |
| Diskuswurf       | Robert Harting, Markus Münch                                                                              | Franka Dietzsch, Nadine Müller                                                                                 |
| Hammerwurf       | Markus Esser, Sergej Litvinov                                                                             | Andrea Bunjes, Betty Heidler, Kathrin Klaas                                                                    |
| Speerwurf        | Mark Frank, Tino Häber                                                                                    | Steffi Nerius, Christina Obergföll, Linda Stahl                                                                |
| Siebenkampf      | — | Julia Mächtig, Jennifer Oeser, Lilli Schwarzkopf                                                               |
| Zehnkampf        | Pascal Behrenbruch, Moritz Cleve, Norman Müller                                                           | — |

## Bilanz des deutschen Teams
Mit neun Medaillen, davon zwei goldenen, belegten die deutschen Athleten im Medaillenspiegel Platz 6. Die Erfolge sind umso höher zu bewerten, als ein Jahr zuvor bei den Olympischen Spielen 2008 in Peking als das DLV-Team nur eine Medaille in der olympischen Kernsportart gewann (Bronze durch Christina Obergföll im Speerwurf). 
Die deutschen Medaillengewinner im Einzelnen:
- Gold (2 ×)
  - Robert Harting (Diskuswurf)
  - Steffi Nerius (Speerwurf)

- Silber (3 ×)
  - Jennifer Oeser (Siebenkampf)
  - Nadine Kleinert (Kugelstoßen)
  - Betty Heidler (Hammerwurf)

- Bronze (4 ×)
  - Ralf Bartels (Kugelstoßen)
  - Ariane Friedrich (Hochsprung)
  - Raúl Spank (Hochsprung)
  - Marion Wagner, Anne Möllinger, Cathleen Tschirch, Verena Sailer (4 × 100-m-Staffel)